# Вільгельм Гауфф
Вільге́льм Га́уфф (традиційне написання Гауф, з однією «ф»; нім. Wilhelm Hauff; 29 листопада 1802, Штуттґарт — 18 листопада 1827, там само) — німецький письменник епохи бідермаєру.

## Біографія
Батько Вільгельма, Аугуст Фрідріх Гауфф, був середнім чиновником у Штуттґарті. По його смерті у 1809 році, матір із чотирма дітьми (Герман, народився 1800; Марі, 1806; Софі, 1807) переїхала до її батька Карла Фрідріха Ерзессера у Тюбінген.
Вільгельм Гауфф відвідував Тюбінгенську гімназію, одночасно з 1817 року монастирську школу Бляубойрену. У період з 1820 по 1824 вивчав теологію у Євангельському монастирі Тюбінгену, де отримав ступінь доктора філософії. Був членом Тюбінгенської студентської корпорації.

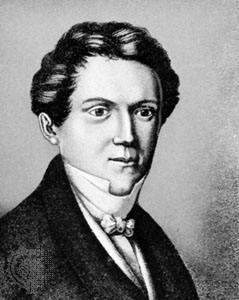
Вільгельм Гауфф

З 1824 по 1826 рік Гауфф працював домашнім учителем, подорожував у Францію та Північну Німеччину. 1827 року був редактором газети «Моргенблаттес фюр ґебільдете штенде» («Morgenblattes für gebildete Stände»). У 1827 році одружився з власною кузиною Луіз Гауфф, яка 10 листопада 1827 року народила дитину. Лише тиждень по тому, 18 листопада 1827, Гауфф помер від тифу, що тривав від часу його поїздки через Тіроль. Його могила знаходиться на старовинному кладовищі Гоппенлауфрідгоф у Штуттґарті. Одним з його нащадків є сучасний німецький політик, екс-міністр та екс-обербургомістр Франкфурта на Майні Фолькер Гауфф.
Через свої неодноразово екранізовані казки та оповідання, Гауфф, незважаючи на коротке фізичне життя, продовжує жити у літературі. Його ім'ям названа премія дитячої та юнацької літератури — премія Вільгельма Гауффа.
З-під пера Гауффа з'явилася новела «Юд Зюс» («Jud Süß»), базована на житті Вюртемберґського фінансиста Йозефа Зюса Оппенгеймера (1698—1738), що була покладена в основу однойменного антисемітського нацистського фільму-пропаганди (1940).

### Казки
- Альманах казок (1825)
  - Казка у вигляді альманаху (Вступ)
  - Караван
  - Оповідання про каліфа-журавля
  - Оповідання про корабля-привида
  - Оповідання про відрубану руку
  - Спасіння Фатьми
  - Оповідання про Маленького Мука
  - Казка про вдаваного принца
- Альманах казок (1826)
  - Александрійський шейх та його невільники
  - Карлик Ніс
  - Абнер, єврей, що нічого не бачив
  - Мавпа у ролі людини
  - Історія Альмансора
- Альманах казок (1827)
  - Їдальня в Шпессарті
  - Оповідь про гульден із зображенням оленя
  - Холодне серце
  - Пригоди Саїда
  - Стінфольська печера

### Романи
- Ліхтенштейн
- У рожевому саду короля Лаурінса

### Сатира
- Людина на місяці, або стукіт сердець це голос долі (видано у 1825 під ім'ям популярного Генріха Клаурена)

### Оповідання
- Отелло (1826)
- Співачка (1826)
- Юд Зюс (1827)
- Портрет Кайзера
- Останній лицар з Марієнбургу
- Естетичний клуб
- Книжки і світ читання
- Кілька годин дороги

### Легенди
- Руїна Ройсенштайн